# 강희보
강희보(姜希輔, 1560년 ~ 1593년 6월 27일)는 조선 중기 임진왜란 당시의 의병장으로 제1차 금산 전투, 제2차 진주성 전투 등에 참여했다.

## 생애
본관은 진주, 자는 사달, 호는 도탄으로 부사 강천상의 아들이다. 임진왜란이 일어나자 동생 강희열과 함께 의병을 일으켜 의병장 고경명 휘하의 장수로 들어갔다. 제1차 금산 전투에서 고경명이 전사하고 싸움에서 패하자 고향 광양으로 다시 돌아와 의병을 일으켜 남원에서 적병들과 싸웠다.
1593년 제2차 진주성 전투 당시 진주성의 위급한 상황을 알고 출정해 싸우다가 동생 강희열과 함께 전사했다.
사후 형조좌랑에 증직되었고 진주 충렬사에 김시민, 김천일 등과 함께 39위와 함께 위패로 봉안되었다.